# Indonéské letectvo
Indonéské letectvo (indonésky Tentara Nasional Indonesia Angkatan Udara) představuje vzdušné síly Indonésie, největšího státu jihovýchodní Asie. Páteří indonéského letectva je stíhací-bombardovací peruť vyzbrojená stíhacími letouny F-16A/B a Su-27SK/Su-30MK. V důsledku mezinárodního zbrojního embarga se flotila stíhaček F-16 a F-5 vyznačovala omezenou provozuschopností. Leteckou přepravu mezi indonéskými ostrovy zajišťují letouny CASA CN-235, CASA C-212 Aviocar, C-130B/KC-130B a DHC-5. Cvičné letouny jsou typu SA 202, SF.260, KAI KT-1 Woongbi a BAE Hawk (Mk 53, 109 a 209). Vrtulníkovou flotilu tvoří stroje Eurocopter EC 120, Bell 412, MBB Bo 105, Puma a Super Puma. 
Vlastními podpůrnými vzdušnými složkami disponují i námořní a pozemní síly Indonésie.

## Přehled letecké techniky
Tabulka obsahuje přehled letecké techniky Indonéského letectva podle Flightglobal.com.
| Název                                 | Fotografie     | Původ                   | Určení                                                | Verze                     | Ve službě      | Poznámky                                                                                 |                |
| Bojové letouny                        | Bojové letouny | Bojové letouny          | Bojové letouny                                        | Bojové letouny            | Bojové letouny | Bojové letouny                                                                           | Bojové letouny |
| ------------------------------------- | -------------- | ----------------------- | ----------------------------------------------------- | ------------------------- | -------------- | ---------------------------------------------------------------------------------------- | -------------- |
| BAE Hawk 200                          |                | Spojené království      | lehký bojový letoun                                   | Hawk Mk.209               | 24             |                                                                                          |                |
| Embraer EMB 314 Super Tucano          |                | Brazílie                | lehký bojový letoun                                   |                           | 15             |                                                                                          |                |
| Northrop F-5                          |                | USA                     | stíhací letoundvoumístný letoun                       | F-5EF-5F                  | 63             |                                                                                          |                |
| General Dynamics F-16 Fighting Falcon |                | USA                     | víceúčelový bojový letoundvoumístný bojový letoun     | F-16A/CF-16B/D            | 177            | Objednáno dalších 7.Objednán ještě 1 kus.                                                |                |
| Suchoj Su-27/Su-30/Su-35              |                | Rusko                   | víceúčelový bojový letoun                             |                           | 16             | Objednáno dalších 10 kusů.                                                               |                |
| Dassault Rafale                       |                | Francie                 | víceúčelový bojový letoun                             |                           | 0              | V únoru 2022 bylo objednáno prvních 6 stíhaček, v plánu je koupit v budoucnu dalších 30. |                |
| Speciální letouny                     |                |                         |                                                       |                           |                |                                                                                          |                |
| Boeing 737                            |                | USA                     | námořní hlídkový letoun                               | Boeing 737-200 Surveiller | 3              |                                                                                          |                |
| CASA CN-235                           |                | Španělsko Indonésie     | námořní hlídkový letoun                               |                           | 2              |                                                                                          |                |
| Berijev Be-200                        |                | Rusko                   | hasicí létající člun                                  |                           | 0              | Objednány 4 kusy.                                                                        |                |
| Dopravní a transportní letouny        |                |                         |                                                       |                           |                |                                                                                          |                |
| Boeing 737                            |                | USA                     | střední dopravní letoun                               |                           | 1              |                                                                                          |                |
| CASA C-212 Aviocar                    |                | Španělsko Indonésie     | lehký transportní letoun                              | NC-212i                   | 9              | Objednány další 4 kusy.                                                                  |                |
| CASA CN-235/C-295                     |                | Evropská unie Indonésie | taktický transportní letoun                           |                           | 15             | Objednány další 2 kusy.                                                                  |                |
| Lockheed C-130 Hercules               |                | USA                     | taktický transportní letoun                           | C-130E/K/L-100 Hercules   | 21             |                                                                                          |                |
| Pilatus PC-6                          |                | Švýcarsko               | užitkový/lehký transportní letoun charakteristik STOL |                           | 2              |                                                                                          |                |
| Vrtulníky                             |                |                         |                                                       |                           |                |                                                                                          |                |
| Aérospatiale SA 330 Puma              |                | Francie                 | transportní vrtulník                                  |                           | 11             |                                                                                          |                |
| Eurocopter EC 725                     |                | Evropská unie           | transportní/užitkový vrtulník                         | H225M                     | 2              | Závazně objednány ještě 2 kusy, s opcí na 10 dalších.                                    |                |
| MBB Bo 105                            |                | Německo                 | lehký užitkový vrtulník                               |                           | 4              |                                                                                          |                |
| Cvičná letadla                        |                |                         |                                                       |                           |                |                                                                                          |                |
| BAE Hawk                              |                | Spojené království      | proudový cvičný letoun                                | Hawk Mk.109               | 7              |                                                                                          |                |
| Beechcraft T-34 Mentor                |                | USA                     | cvičný letoun                                         |                           | 15             |                                                                                          |                |
| Eurocopter EC 120                     |                | Francie                 | cvičný vrtulník                                       |                           | 10             |                                                                                          |                |
| Grob G 120                            |                | Německo                 | cvičný letoun pro základní výcvik                     | G 120TP                   | 18             |                                                                                          |                |
| KAI KT-1 Woongbi                      |                | Jižní Korea             | cvičný letoun pro základní a pokročilý výcvik         | KT-1/B                    | 14             | Objednány další 2 kusy.                                                                  |                |
| KAI T-50 Golden Eagle                 |                | Jižní Korea             | proudový cvičný letoun                                |                           | 15             |                                                                                          |                |
| SIAI-Marchetti SF.260                 |                | Itálie                  | cvičný letoun                                         |                           | 18             |                                                                                          |                |